# 卡特琳娜·科納羅
卡特琳娜·科納羅（希臘語：Αικατερίνη Κορνάρο；1454年11月25日—1510年7月10日），賽普勒斯女王，也是耶路撒冷和亚美尼亚王后。她嫁给塞浦路斯国王雅克二世为王后，1473—1474年间为年幼的儿子雅克三世摄政，雅克三世死后她成为女王，1474年至1489年在位。

## 生平
卡特琳娜是威尼斯人神圣罗马帝国骑士马科·科纳罗和菲奥伦萨·克里斯波的女儿，神圣罗马帝国骑士乔尔吉奥·科纳罗（1452年—1527年7月31日）的妹妹。
科纳罗家族出过四任总督。她的家人与塞浦路斯有着长期的联系，尤其是在贸易和商业方面。在利马索尔区的埃皮斯科皮地区，科纳罗家族管理着各种糖厂，并向威尼斯出口塞浦路斯产品。
阿尔布雷希特·丢勒、提香、真蒂莱·贝利尼、乔尔乔内都画过她。

### 雅克二世继位
1458年塞浦路斯国王让二世死后，其女儿夏洛特和她意图夺位的私生兄长雅克之间爆发继承之争。因夏洛特与萨伏伊的路易结婚，萨伏伊公爵对塞浦路斯宣称主权，以夏洛特为女王。1468年，在父亲和叔伯的谈判下，卡特琳娜被嫁给雅克。这场婚姻对威尼斯共和国极为有利，因为它从此可以确保威尼斯在塞浦路斯的商业权利和其他特权。这项提议得到了同意，婚约于1468年签订，加强了雅克的地位。

### 成为王后
因而在1468年，被称为私生子的雅克二世成为塞浦路斯国王。7月30日，他和卡特琳娜在威尼斯以代理婚姻的方式結婚，卡特琳娜时年14岁。1472年11月，她前往塞浦路斯，在法玛古斯塔与雅克亲自成婚。

### 摄政
婚礼后不久，次年雅克二世因突发疾病驾崩，临终指定已怀孕的卡特琳娜摄政。卡特琳娜生下一子，繼位為雅克三世。趁威尼斯舰队离开，那不勒斯王国使团随即发动政变，劫持卡特琳娜母子，废黜卡特琳娜的摄政权，迫使她交出儿子、王室印章和王冠珠宝，意在废黜雅克三世，拥立卡特琳娜的小姑子賽普勒斯的夏洛特复位。后威尼斯人返回，政变失败，秩序很快就恢复了，但威尼斯共和国正在考虑夺取塞浦路斯，尽管它没有任何有效的宣称。

### 女王
雅克三世在1474年才1周岁多就因疟疾夭折，传言是被威尼斯或夏洛特的党羽毒杀，此后卡特琳娜成为塞浦路斯女王。塞浦路斯王国早已衰落，自1426年以来一直是马木留克的朝贡国。在1474年至1489年卡特琳娜统治塞浦路斯期间，该岛由威尼斯商人控制。
夏洛特没有存活的孩子，收养那不勒斯私生王子阿隆索为子，意图让阿隆索娶雅克二世的私生女夏拉（又叫夏洛特），以让阿隆索宣称塞浦路斯王位。为了避免夏洛特获得夏拉的监护权再把夏拉嫁给阿隆索，威尼斯人将不满12岁的夏拉抓到帕多瓦囚禁，夏拉不久死去。之后又有人意图让卡特琳娜改嫁阿隆索，也被威尼斯人阻止。
1489年，威尼斯共和国因担心奥斯曼帝国苏丹巴耶济德二世意图入侵和发现那不勒斯王国意图让卡特琳娜改嫁阿隆索的嫡长兄太子阿方索，意图召回卡特琳娜及正式兼并塞浦路斯岛，派卡特琳娜的兄弟乔尔吉奥说服卡特琳娜退位，指出她没有后嗣。卡特琳娜拒绝，但威尼斯称，这样她将失去一切特权并被宣布为叛逆。2月，卡特琳娜被说服退位，以无嗣为由将她作为塞浦路斯统治者的权利割让给威尼斯总督乃至整个威尼斯政府。
3月14日，她被迫退位，并将国家行政权移交给威尼斯共和国。
同时代的历史学家乔治·布斯特罗尼奥斯称：
1489年2月15日，女王离开尼科西亚，前往法马古斯塔，离开[塞浦路斯]。当她在所有的女士和骑士陪伴下穿着黑色丝绸斗篷骑马时，[…]此外，她的眼睛在整个过程中都不停地流泪。人民同样流下了许多眼泪。

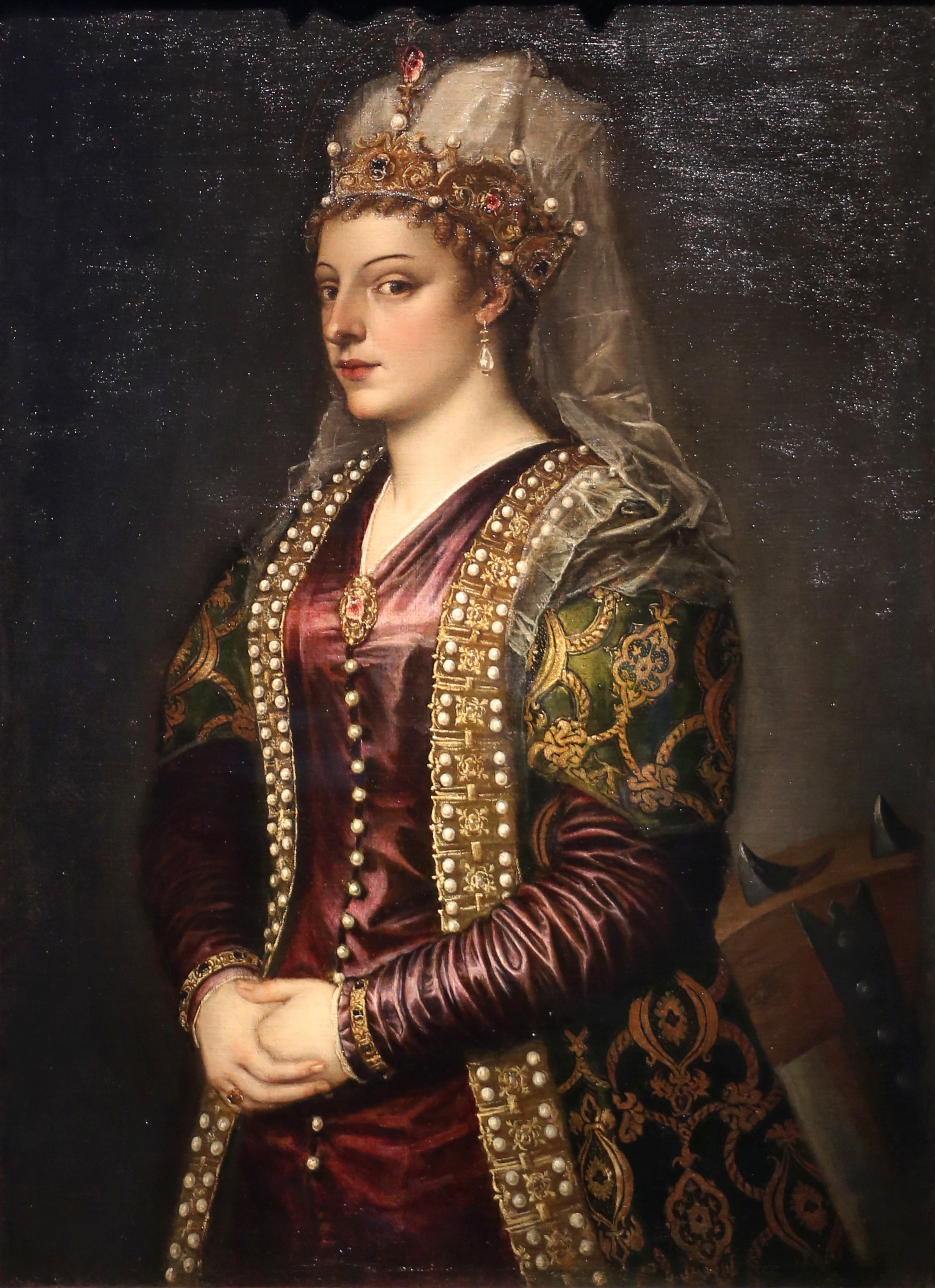
1542年提香所作的卡特琳娜·科納羅以亚历山大的加大肋纳造型的身后画像。

### 晚年
威尼斯欢迎卡特琳娜回娘家，作为补偿，保留了她的女王称号，以威尼斯共和国大陆国家威尼托大区的一个县阿索洛为卡特琳娜的终身封地，任由卡特琳娜在当地建立自己的宫殿，仍然待她如女王，官方场合邀请她为嘉宾，给她和威尼斯总督相当的权力，但不许她治理百姓和接纳总督的对头。卡特琳娜召集了一些艺术家入宫。阿索洛很快就获得了文学和艺术界的声誉，主要是因为它是彼得罗·本博关于爱情的柏拉图式对话《格利·阿索拉尼》的虚构背景。卡特琳娜住在阿索洛直到其于1509年被康布雷同盟攻陷，她逃回威尼斯，1510年7月10日去世，享年55歲。葬于威尼斯的圣救主堂。

## 遗产
儒勒-亨利·维努瓦·德·圣乔治根据她的生平创作的剧本构成了弗朗茨·拉奇纳的歌剧《卡特琳娜·科纳罗》（1841年）、弗罗芒塔尔·阿莱维的歌剧《塞浦路斯女王》（1842年）、葛塔諾·多尼采蒂的歌剧《卡特琳娜·科納羅》（1844年）的基础。
科纳罗研究所是艺术家斯塔斯·帕拉斯科斯在拉纳卡市成立的一个慈善组织，旨在促进艺术和其他文化，在2017年被拉纳卡市政当局关闭之前，该研究所在塞浦路斯纪念了她的名字。
2011年10月，塞浦路斯文物部宣布了一项耗资100万欧元的项目，以修复波塔米亚的一座中世纪豪宅，据说这座豪宅是卡特琳娜·科納羅的夏宫。该项目旨在在豪宅西翼创建一个文化中心，根据资金情况，这项工作将分阶段进行三年。

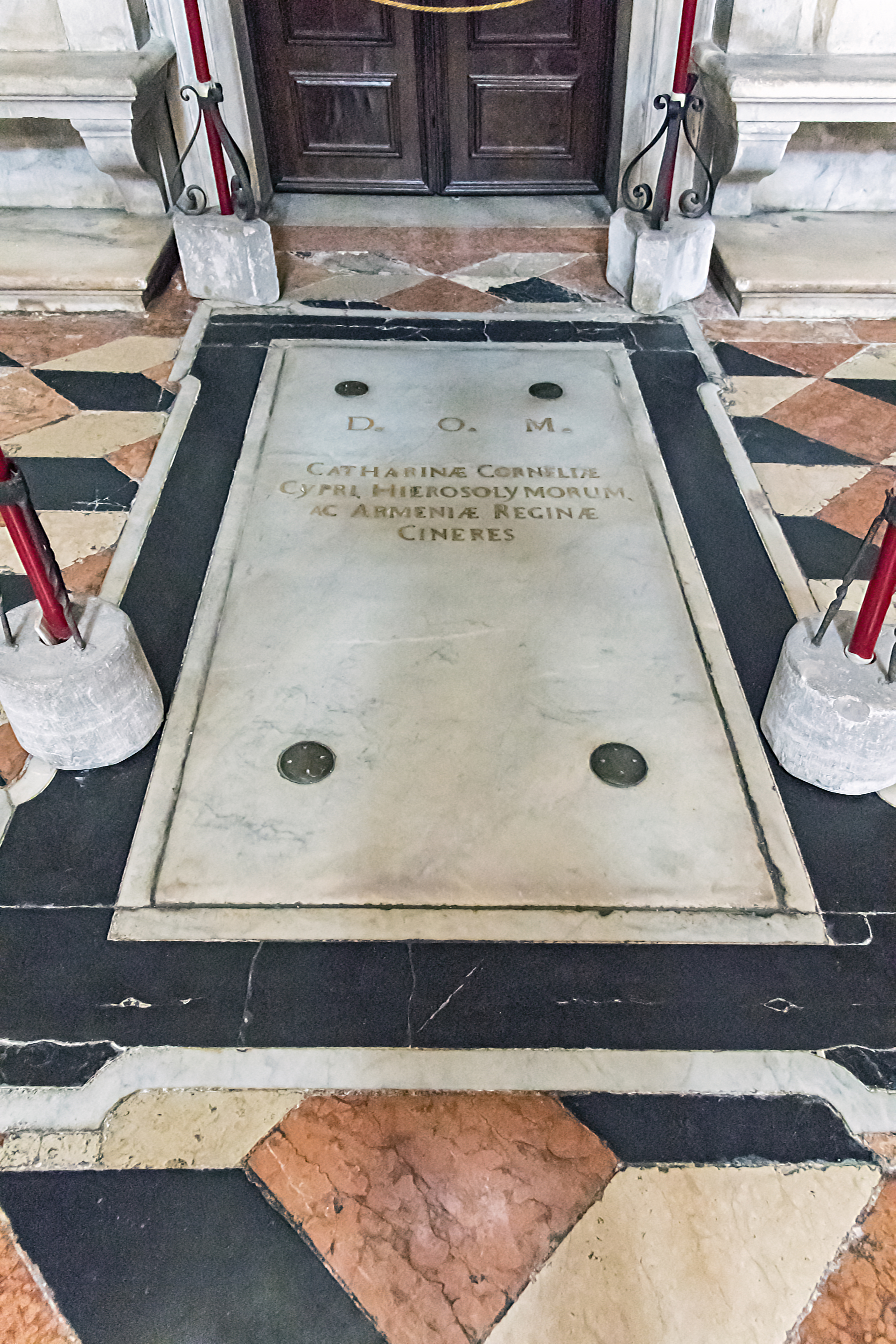
卡特琳娜的墓碑
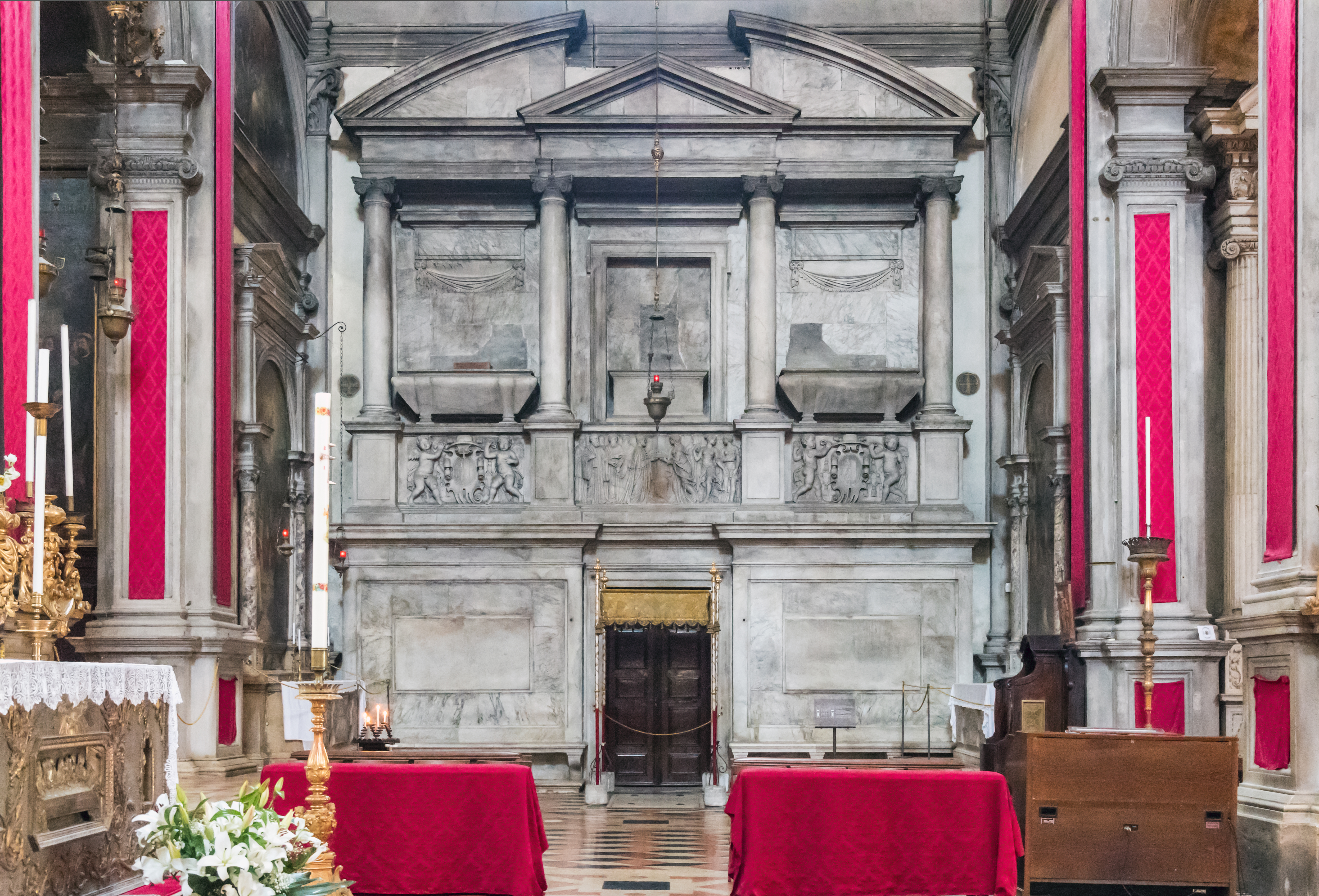
她的纪念碑